# Lee Kiho
Lee Kiho es un escritor surcoreano.

## Biografía
Lee Kiho nació en Wonju, provincia de Gangwon, Corea del Sur en 1972. Lee Kiho debutó con el relato corto "El conejo", que ganó el Concurso de Nuevos Escritores de Literatura Moderna en 1999. Actualmente es profesor del departamento de Escritura Creativa en la Universidad Gwangju.

## Obra
Lee Kiho está considerado uno de los escritores más singulares de Corea del Sur, hasta el punto que un crítico ha declarado que las convenciones del relato no pueden aplicarse a su obra. Debutó en 1999 con "El conejo", un relato que parece reflejar los ritmos del rap, además del pansori, un tipo de canción tradicional coreana. Los relatos que siguieron al de su debut son variados y experimentales: para una historia toma el método de las preguntas y las respuestas propio de un interrogatorio, mientras que en otra adopta un estilo de escritura formulaico como el de la Biblia, y en otra usa un lenguaje sugerente del tipo de los que se usan en programas de cocina de la televisión.
Su inventiva no solo está en la forma sino también en los personajes, que son sórdidos y humildes a la vez: un chulo de pacotilla que deja la escuela después de pegar a un profesor; un actor de tercera adicto al pegamento; un miembro de una banda que creció en un orfanato; y un personaje que vive a duras penas trabajando en una tienda de 24 horas. En sus historias no solo aparecen los típicos personajes de los callejones, sino también los que tienen rasgos subnormales, como el joven que tiene ojos en la nuca y el hombre que se enamora del mástil en el que flamea la bandera nacional.
Estos inadaptados sociales, que parecen haber salido de la página de policiales o de programas de entretenimiento, son peculiares, pero al mismo tiempo personas muy reales que se pueden encontrar en los límites de cualquier sociedad. Un personaje llamado Lee Sibong, que aparece de forma regular en sus obras, está descrito de forma un poco diferente en cada historia, pero la mayoría de las veces es un lacayo sin ninguna suerte, alguien que parece ser el epítome del fracaso humano. Al ridiculizar las vidas de los personajes vulgares pero comunes, Lee Kiho hace reír a los lectores. Sin embargo, el objetivo de nuestra risa pronto es la propia sociedad embebida de arrogancia y artificialidad, puesto que la vulgaridad, la ingenuidad y los fracasos de los personajes simbolizan los fracasos y las fallas de nuestra sociedad.
Se ha traducido una de sus novelas al inglés Al menos sabemos disculparnos en 2003. Se ha descrito como una novela posmodernista y algo absurda, pero divertida de leer en al menos dos niveles. Primero en el nivel superficial, por el ridículo rumbo de los sucesos. En segundo lugar, como metáfora de la habilidad del poder de infundir culpa en la gente que no tiene poder alguno con el fin de poder tener el control de la situación y el modo en que eso se puede descontrolar del todo cuando la relación se desequilibra.
En 2012 ganó el Premio Literario Lee Hyo-seok.

## Obras en coreano (lista parcial)
Novelas
- Al menos sabemos disculparnos

Recopilación de relatos cortos
- Choi Sundeok o el espíritu santo (2004)
- Sabía que esto iba a pasar con tantas idas y venidas (2006)

## Premios
- Concurso de Escritores Nuevos de Literatura Moderna (1999)
- Premio Literario Lee Hyo-seok (2010)